# Червонец чёрнопятнистый
Червонец чёрнопятнистый или червонец бурый или червонец титир (лат. Lycaena tityrus) — дневная бабочка из семейства голубянок.

## Происхождение латинского названия
Титир (римская литература) — пастух из поэзии Вергилия.

## Описание
Длина переднего крыла 13—15 мм. Рамах крыльев 28—32 мм. Весьма изменчив в окраске и характере рисунка пятен.

## Ареал
Европа, Кавказ и Закавказье, Турция, Иран, Афганистан, юг Западной Сибири, горы Восточного Казахстана, Алтай.
Северная граница ареала проходит по Прибалтике, Псковской, Новгородской, Ярославской, Нижегородской областям России.
На Украине вид широко распространён в лесной и лесостепной зонах; отсутствует в среднестепной и сухостепной подзоне степной зоны (исключением является изолированная популяция в пойме Днепра в окрестностях Голая Пристань Херсонской области). Также изолированные популяции имеются в Крыму.
Населяет луга, поляны, просеки и опушки лесов, вдоль лесополос железных и шоссейных дорог, редколесья и кустарниковые заросли, пустыри. Предпочитает сухие солнечные и песчаные местообитания. На Кавказе вид населяет преимущественно субальпийские луга на высотах от 1800 до 2500 м н.у.м., в Дагестане имеются популяции, встречающиеся по берегам рек и ручьев на высотах 800—1000 м н.у.м.

## Биология
Обычно развивается в год в двух поколениях, в теплые годы в более южных участках ареала, возможна частичная третья генерация и время лёта отмечается практически непрерывно с мая до середины сентября.
Бабочки не склонны к миграциям даже в пределах своего биотопа. Обычно питаются на цветах различных сложноцветных, часто присаживаясь на землю и стебли или метелки злаков. В жаркую погоду бабочки скапливаются по берегам луж и ручьёв.
Самка откладывает яйца поодиночке на стебли, реже — на листья кормовых растений рода Rumex. Гусеницы первых двух возрастов питаясь выедают паренхиму листьев кормового растения снизу, оставляя верхнюю кутикулу не тронутой. В третьем и четвёртом возрасте они уже объедают листовую пластинку с краёв. Гусеницы часто контактирует с муравьями. 3имуют на втором или третьем возрасте. Окукливаются на поверхности земли либо на сухих листьях. Куколка выпуклая с матовыми покровами, покрытыми мелкими белыми точками. Длина куколки составляет 10-11 мм. Стадия куколки 7 дней.